# Daniela Merk
Daniela Merk (* 15. August 1974 in Marktheidenfeld im Spessart) ist eine deutsche Sängerin auf dem Gebiet des Schlagers und der volkstümlichen Musik.
2000 nahm sie an der deutschen Vorentscheidung zum Grand Prix der Volksmusik teil und erreichte den fünften Platz. 2002 erzielte sie bei ihrer erneuten Teilnahme im deutschen Vorentscheid den dritten Platz und zog in das Finale ein. Dort belegte sie mit dem Titel  Neue Liebe braucht das Herz Platz 16 und erzielte fünf Punkte.
Heute lebt sie mit ihrer Familie in Oberstdorf im Allgäu. 

## Diskografie
- 2002: Lass mich dir erzählen ...